# Березницкий, Евгений Николаевич
 Евгений Николаевич Березницкий (9 августа 1909, Киев — начало октября 1941, под Ельней) — русский советский поэт и прозаик, журналист, переводчик.

## Биография
Сын киевского врача. В 1911 году семья переехала в Сибирь. В 1928 году после окончания школы в Томске уехал сначала в Новосибирск, потом в Кузбасс, где работал строителем на возведении металлургического комбината. В 1929—1930 гг. работал в геологоразведочной партии Приполярной экспедиции. Некоторое время учился в Томском геологоразведочном техникуме, но в связи с тяжёлой болезнью матери вынужден был оставить учебное заведение.
С 1929 года печатался в новосибирских молодёжных газетах и журнале «Сибирские огни», был сотрудником газет «Борьба за уголь» (Анжеро-Судженск, 1933), «Большевистский натиск» (Новосибирск, 1934), публиковался в газете «Советская Сибирь», «Кузбасс» (1935—1939).
С 1935 и вплоть до войны Е. Березницкий — литсотрудник газет «Советская Сибирь» и «Кузбасс».
Фольклорист. Собирал и переводил произведения устного творчества коренных жителей Горного Алтая.
Участник Великой Отечественной войны. После начала войны одним из первых литераторов Сибири добровольцем пошёл на фронт.
Погиб на фронте в первых числах октября 1941 г. в боях на Ельнинском направлении.

## Творчество
Начинал как детский писатель. Позже писал детские и лирические стихи. В марте 1929 года в журнале «Сибирские огни» напечатано первое стихотворение Е. Березницкого «Будни» о труде строителей.
Военных стихов у Е. Березницкого сохранилось немного — они были изданы в посмертной книге «Дороже жизни» (Томск, 1962), — но в каждом звучит ненависть к врагу и жажда священной мести за поругание родной земли.

## Избранные произведения
- Приключения барабанщика (Книга детских стихов, 1937),
- Джянтаки (1939),
- Похождение храброго ерша (1939),
- Лиса-сваха (1939),
- На Оби (сборник стихов., 1940),
- Дороже жизни (Томск, 1962),
- Поэзия Сибири (сборник стихов, Новосибирск,1957),
- Помнит мир спасенный (Новосибирск, 1970).